# Macrodiplosis antennata
Macrodiplosis antennata är en tvåvingeart som först beskrevs av Ephraim Porter Felt 1908.  Macrodiplosis antennata ingår i släktet Macrodiplosis och familjen gallmyggor.
Artens utbredningsområde är New York. Inga underarter finns listade i Catalogue of Life.